# Подопригора, Яков Фёдорович
Яков Фёдорович Подопригора — советский военный и хозяйственный деятель.

## Биография
Родился в 1917 году в селе Приморка. Член КПСС.
С 1938 года — на военной службе, общественной и хозяйственной работе. В 1938—1970 гг. — выпускник Сумского артиллерийского училища, участник Великой Отечественной войны, командир батальона 2-го гвардейского миномётного полка Южного фронта, командир 266-го батальона гвардейского 45-го миномётного полка 6-й Армии Юго-Западного фронта, командир гвардейского 12-го миномётного полка 2-го Украинского фронта, на командных должностях в Советской Армии, участник строительства газораспределительной системы в Краматорске, начальник управления газификации Донецкой области.
Почётный гражданин города Краматорска (19.09.1990).
В честь Подопригоры названа улица в городе Краматорск.
Умер в 2006 году.